# If I Hadn’t Got You
Az If I Hadn’t Got You című dal Lisa Stansfield brit énekes-dalszerző harmadik kimásolt kislemeze a The Moment című hatodik stúdióalbumról. A dalt Chris Braide és Chris Difford írta. A producer Trevor Horn volt. A dal 2005. június 20-án jelent meg. A dalhoz készült videót Steve Kemsley rendezte, mely a "The Moment" kibővített változatán megtalálható. 
A dalt eredetileg Chris Braide rögzítette az 1997-es "Life in a Minor Key" című albumára. 

## Fogadtatás
A dal pozitív értékelést kapott a zenekritikusoktól, akik a legjobb dalnak vélték, és dicsérték Stansfield hangját a dalban, melyet kellemesnek, elegánsnak, és érzékenynek jellemeztek. 2004. november 22-én a dalt promóciós kislemezként kiadták az Egyesült Királyságban. A kislemezt más európai országokban 2005. június 20-án jelentették meg. A dalhoz a német lemezlovasok készítettek remixeket. A kislemez Markus Gardeweg, Martin Weiland, Florian Sikorski, Digitalism, Duffer Swift és Noor Akmorad remixeit tartalmazza.  A dal Ausztriában az 54. helyezett volt, míg Németországban a 66. A dal 2005-ben a legtöbbet játszott brit dal volt a német rádiók listáján.

## Remixek
Az "If I Hadn't Got You" két remixe szerepel a "The Moment" 2006-os újbóli kiadásán, valamint a rádió edit változat a 2015-ös kibővített újbóli kiadáson, mely 2015 áprilisában jelent meg.

## Számlista
UK promóciós single
1. "If I Hadn't Got You" (Radio Edit) – 3:42

Európai CD single
1. "If I Hadn't Got You" (Radio Edit) – 3:42
2. "If I Hadn't Got You" (Album Version) – 4:47
3. "If I Hadn't Got You" (Markus Gardeweg Remix) – 7:28
4. "If I Hadn't Got You" (Digitalism RMX) – 5:17
5. "If I Hadn't Got You" (Digitalism Dub) – 4:46
6. "If I Hadn't Got You" (Digitalism Dubstrumental) – 4:46

Európai 12" single
1. "If I Hadn't Got You" (Markus Gardeweg Remix) – 7:28
2. "If I Hadn't Got You" (Need for Music Remix) – 5:30
3. "If I Hadn't Got You" (Digitalism Remix)– 5:17
4. "If I Hadn't Got You" (Digitalism Dub) – 4:46

## Slágerlista
| Slágerlista (2005)               | Legjobb helyezés |
| -------------------------------- | ---------------- |
| Ausztria (Ö3 Austria Top 40)     | 54               |
| Germany (Official German Charts) | 66               |
| Hungary (Editors' Choice Chart)  | 39               |